# Morten Hulgaard
Morten Hulgaard, né le 23 août 1998 à Copenhague, est un coureur cycliste danois.

## Biographie
En avril 2022, il participe à la Flèche wallonne, où il est membre de l'échappée du jour. Il met un terme à sa carrière cycliste à l'issue de cette saison. 

## Palmarès et résultats

### Palmarès par année
- 2016
  - 2e de l'Internationale Cottbuser Junioren-Etappenfahrt
  - 2e du championnat du Danemark sur route juniors
  - 2e du championnat du Danemark de poursuite par équipes
  - 3e du championnat du Danemark du contre-la-montre juniors
- 2017
  - 2e du Kernen Omloop Echt-Susteren
- 2018
  -  Champion du Danemark du contre-la-montre par équipes
- 2019
  - 1rea étape du Tour de la Mirabelle
  - 2e du championnat du Danemark du contre-la-montre par équipes
  - 6e du championnat du monde du contre-la-montre espoirs
- 2020
  - 1re étape du Tour du Frioul-Vénétie Julienne (contre-la-montre par équipe)
- 2021
  - 3e du Tour Poitou-Charentes en Nouvelle-Aquitaine
  - 3e du Tour de Münster
- 2022
  - 8e du championnat d'Europe du contre-la-montre

### Classements mondiaux
| Année                                 | 2017  | 2018  | 2019 | 2020 | 2021 | 2022  |
| ------------------------------------- | ----- | ----- | ---- | ---- | ---- | ----- |
| Classement mondial                    | 1155e | 1489e | 687e | 701e | 292e | 1455e |
| UCI Europe Tour                       | 738e  | 946e  | 507e | 562e | 246e | 991e  |
|                                       |       |       |      |      |      |       |
| Légende : nc = non classéSource : UCI |       |       |      |      |      |       |